# 他們絕不能通過

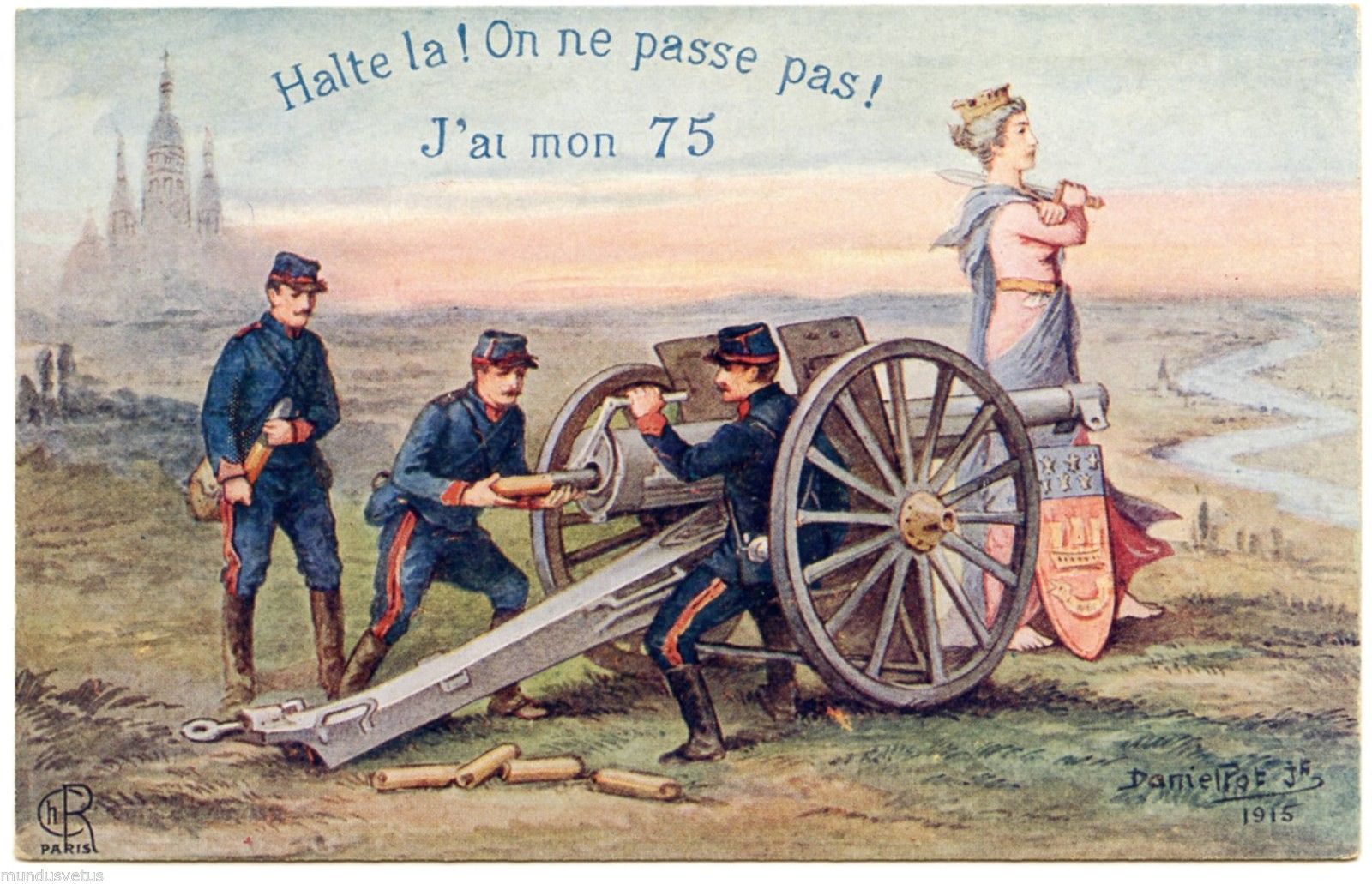
1915年的法國明信片，上面寫著此標語（Halte la! On ne passe pas !）

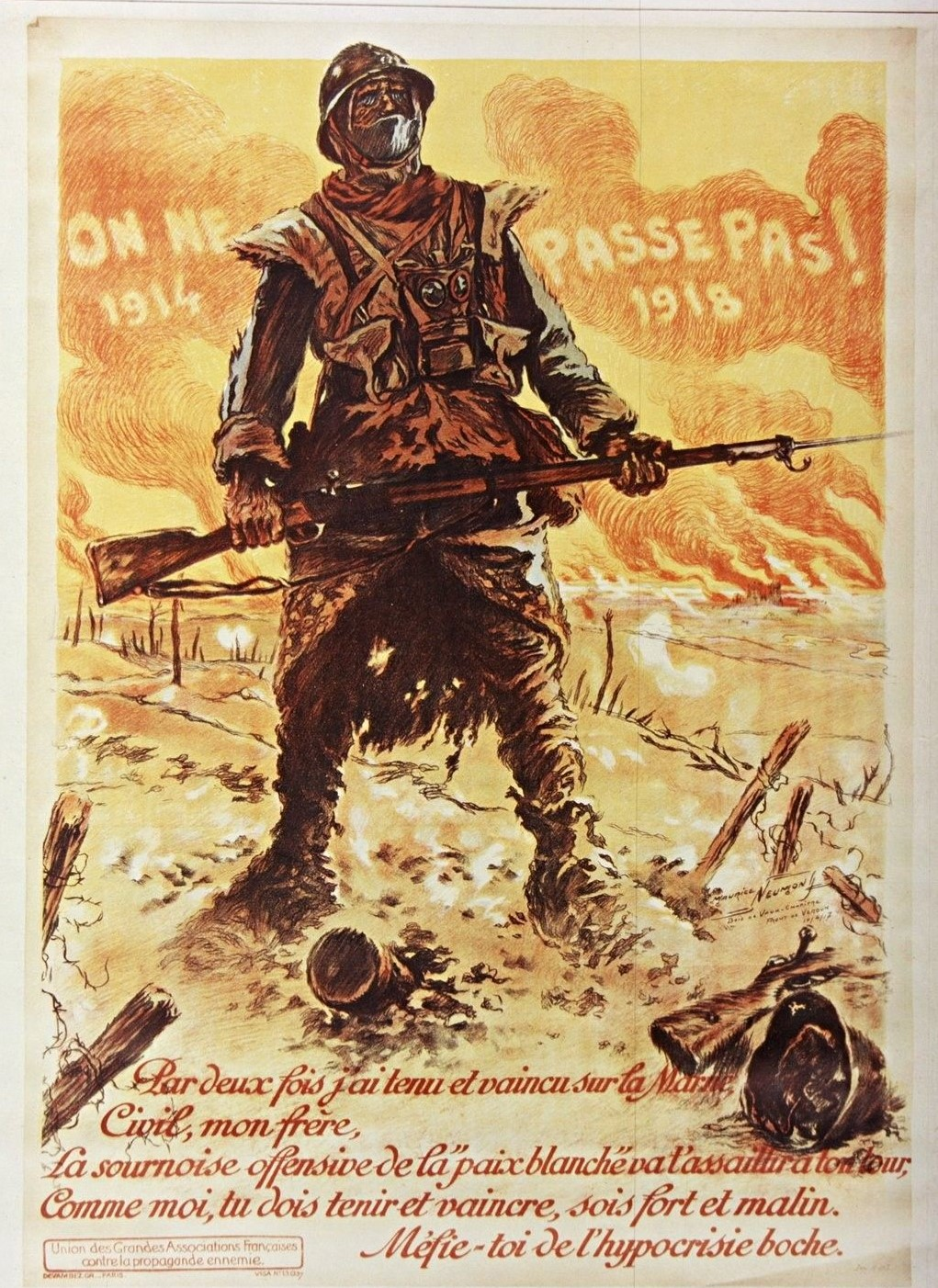
Maurice Neumont所作的宣傳海報

“他們絕不能通過”（法語：Ils ne passeront pas!）也譯作“誓死堅守”，是一個表達對抗敵人決心的標語，在20世紀上半葉的幾場戰爭中多次使用。 

## 运用
在第一次世界大戰的凡爾登戰役中，羅貝爾·尼維爾將軍使用了此標語。它隨後出現在許多宣傳海報上，在第二次馬恩河戰役時，它出現在法軍制服上。1917年的馬拉塞斯蒂（Mărășești）戰役中，羅馬尼亞軍隊同時也使用了此標語。
西班牙內戰期間中的馬德里圍城戰中，西班牙共產黨领导人多洛雷斯·伊巴露麗發表了著名的演講，標題便是《他們絕不能通過》。當國民軍的首領弗朗西斯科·弗朗哥將軍攻取馬德里後，他對這一口號作出回應，宣布“ Hemos pasado”（“我們已通過”）。